# Ambasada Ukrainy w Polsce

Okręgi konsularne Ukrainy w Polsce

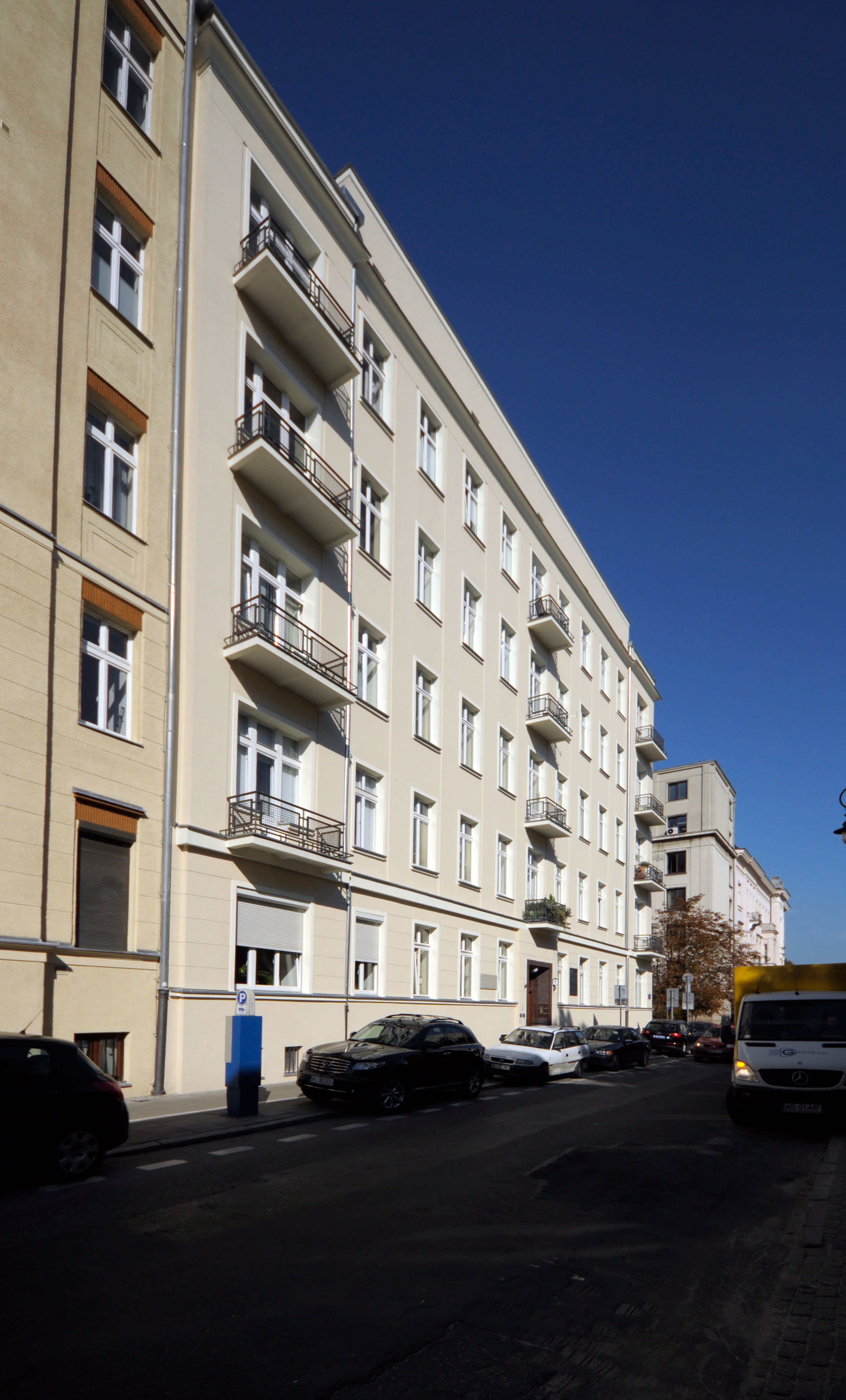
Dawna siedziba misji dyplomatycznej Ukrainy w al. Róż 6 (1919–1920)

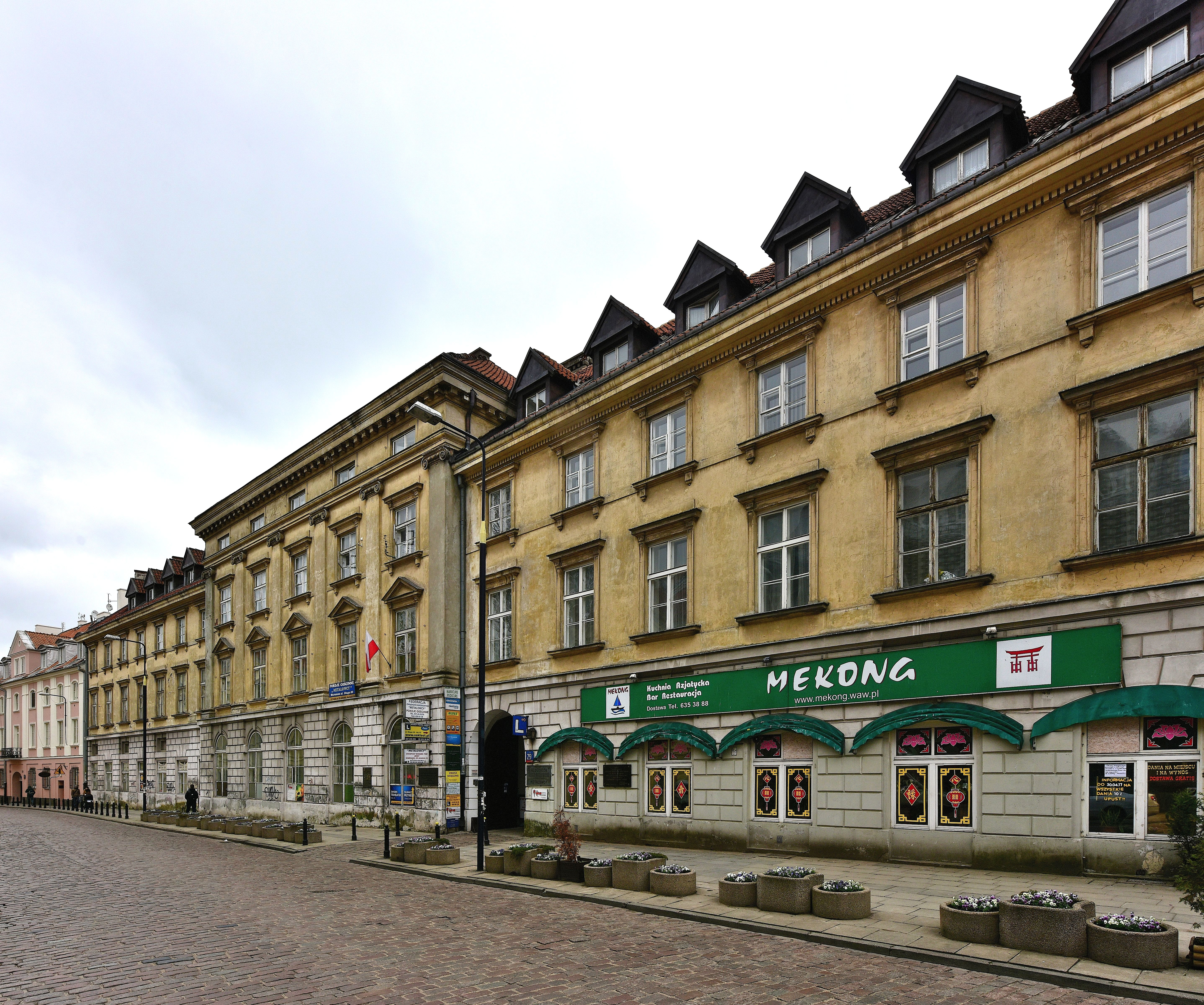
Dawna siedziba poselstwa Ukrainy w Hotelu Polskim przy ul. Długiej 29 (1920–1922)

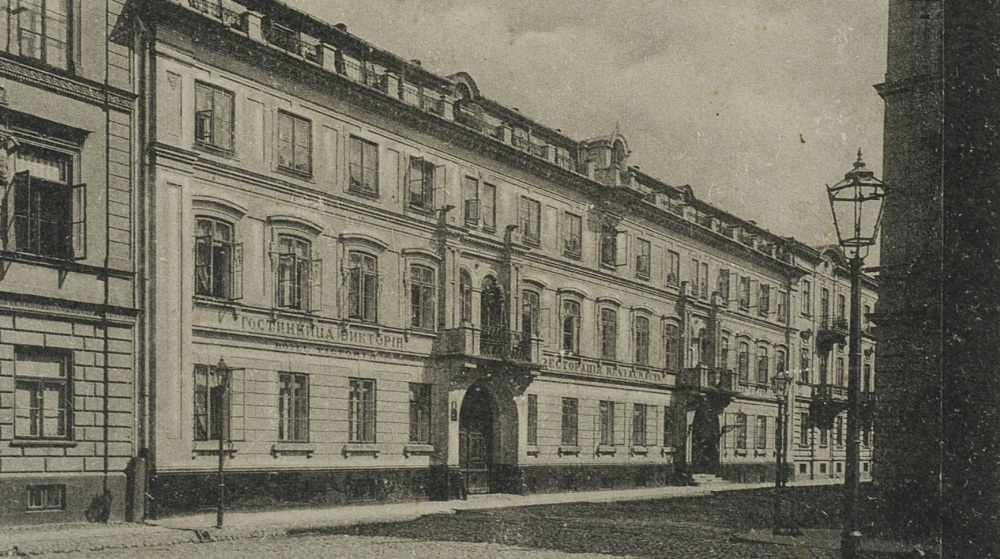
Dawna siedziba poselstwa Ukrainy w Hotelu Victoria przy ul. Jasnej 26 (1922–1923)

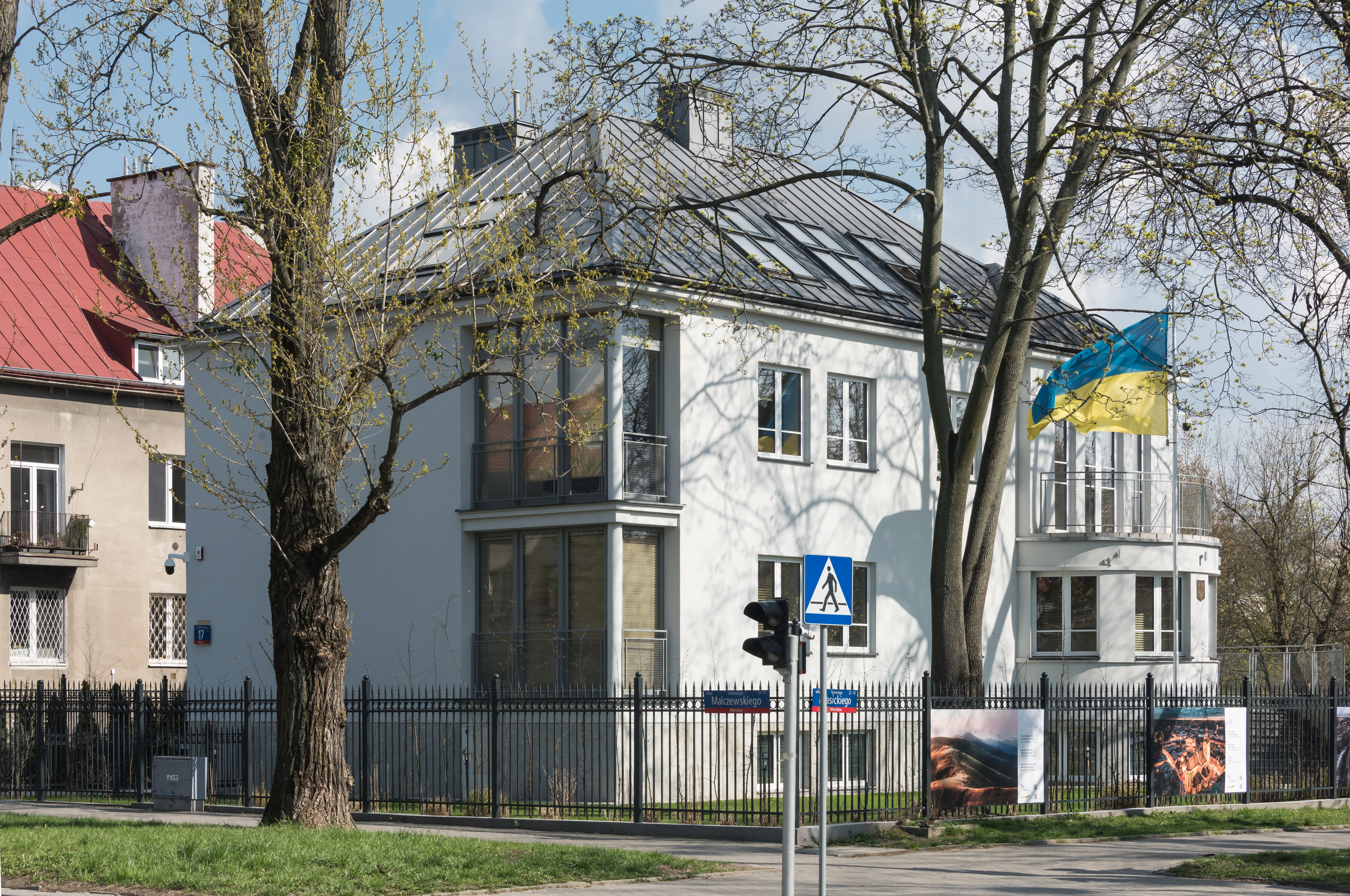
Siedziba Wydziału Konsularnego ambasady przy ul. Malczewskiego 17 w Warszawie

Ambasada Ukrainy w Polsce (ukr. Посольство України в Польщі) – ukraińska placówka dyplomatyczna znajdująca się w Warszawie przy al. Szucha 7.

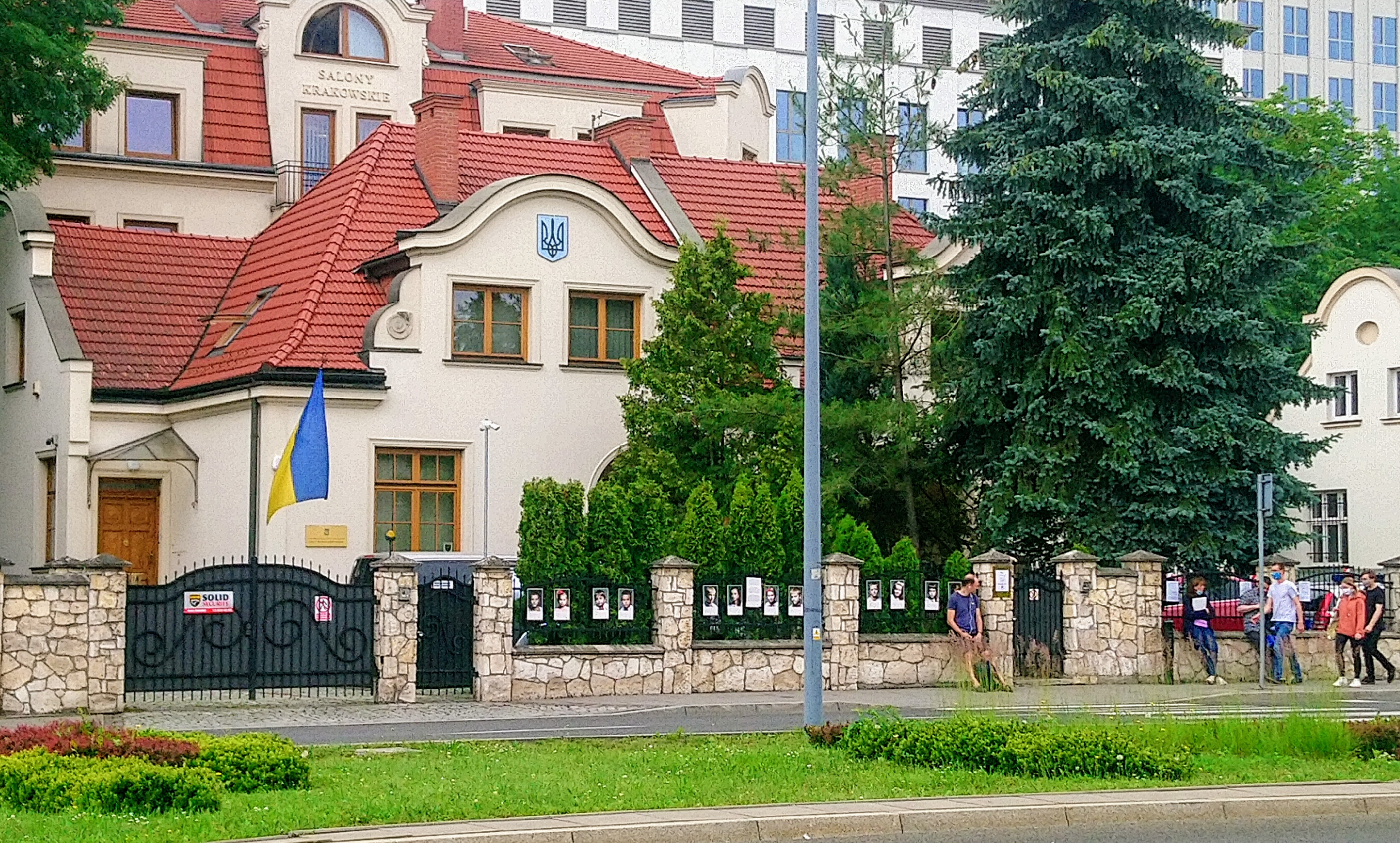
Konsulat Generalny Ukrainy w Krakowie

## Podział organizacyjny
- Wydział Administracyjny (ukr. Відділ з економічних питань)
- Misja Handlowo-Ekonomiczna (ukr. Торговельно-економічна місія)
- Centrum Kultury i Informacji (ukr. Культурно-інформаційний центр)
- Sekcja Polityczna (ukr. Політична секція)
- Biuro Attaché Wojskowego (ukr. Апарат військового аташату)
- Sekcja Humanitarna (ukr. Гуманітарна секція)
- Sektor Współpracy Międzyregionalnej (ukr. Сектор міжрегіонального співробітництва)
- Służba Prasowa (ukr. Прес-служба)
- Wydział Konsularny (ukr. Консульський відділ), ul. Antoniego Malczewskiego 17
  - Konsulat Generalny w Gdańsku (ukr. Консульство України в Гданську), ul. Bernarda Chrzanowskiego 60a
  - Konsulat Generalny w Krakowie (ukr. Генеральне Консульство України в Кракові), al. Pułkownika Władysława Beliny-Prażmowskiego 4
  - Konsulat Generalny w Lublinie (ukr. Генеральне Консульство України в Любліні), ul. 3 Maja 14
  - Konsulat Generalny we Wrocławiu (ukr. Генеральне консульство України у Вроцлаві), pl. Biskupa Nankiera 7

Wydziałowi konsularnemu jest podporządkowany okręg obejmujący województwa: lubuskie, łódzkie, mazowieckie, wielkopolskie. Kierownikiem wydziału konsularnego jest Oksana Denys.

## Historia przedstawicielstwa i siedziby
Przedstawicielstwa dyplomatyczne Ukrainy funkcjonowały w Polsce od 1919, początkowo w randze Nadzwyczajnej Misji Dyplomatycznej Ukraińskiej Republiki Ludowej, później Misji Dyplomatycznej, z siedzibą w Warszawie w budynku z 1912 (proj. Karol Jankowski i Franciszek Lilpop) w al. Róż 6 (1919–1920), następnie w hotelu Polskim przy ul. Długiej 29 (1920–1922), i jako poselstwo w hotelu Victoria przy ul. Jasnej 26 (1922–1923) oraz Przedstawicielstwo Handlowe Ukraińskiej Socjalistycznej Republiki Radzieckiej (Торгпредство УРСР).
W Warszawie mieściła się też Misja Wojskowa (Українська військова місія в Польщі), początkowo jako Sekcja Wojskowa przy Misji Dyplomatycznej (Військова секція при Дипломатичній місії УНР в Польщі) (1919–1920), później wyodrębniona, samodzielna (1920–), z siedzibą w hotelu Saskim przy ul. Koziej 8 (1919–1920) i przy ul. Długiej 29 (1920). W 1920 włączono do niej dotychczas samodzielną Misję ds. Organizacji Pomocy Jeńcom i Internowanym w Polsce (Місія для організації допомоги військовополоненим та інтернованим у Польщі). W ostatnim okresie przemianowana na Ukraińską Wojskową Komisję Likwidacyjną w RP (Українська військова ліквідаційна комісія) (1920–1921). Na jej bazie powstała cywilna instytucja Ukraińska Komisja Likwidacyjna ds. Jeńców i Internowanych w Rzeczypospolitej Polskiej (Українська військова ліквідаційна комісія у справах полонених і інтернованих в. Речі Посполитій Польській) (1921–1923).
Po utworzeniu ZSRR ich zadania przejęły placówki dyplomatyczno-konsularno-handlowe tego kraju.
Po powstaniu w 1991 niepodległej Ukrainy, w Polsce rozpoczął urzędowanie przedstawiciel dyplomatyczny tego kraju w randze „specjalnego wysłannika rządu”, tym samym nawiązując stosunki dyplomatyczne. W 1992 przedstawicielstwo podniesiono do rangi ambasady. Obecnie mieści się w zakupionym przez ZSRR od spadkobierców rodziny Wilskich budynku z 1937 (proj. Edward Zachariasz Eber) byłego Przedstawicielstwa Handlowego ZSRR (1946–1976) w al. Szucha 7 (1996–).

## Ambasadorowie Ukrainy w Polsce
- 1918 – Ołeksandr Karpynski (Hetmanat)
- 1919–1920 – Andrij Liwycki (URL)
- 1920 – Isaj Churgin (USRR)
- 1921 – Mieczysław Łoganowski, chargé d’affaires (USRR)
- 1921–1922 – Ołeksandr Szumski, poseł (USRR)
- 1922–1923 – Grigorij Biesiedowski, chargé d’affaires (USRR)
- 1923–1924 – Dmytro Kapka, poseł (USRR)
- 1991 – Teodozjusz Starak, chargé d’affaires (Ukraina)
- 1991–1992 – Anatolij Szewczuk, ambasador
- 1992–1994 – Hennadij Udowenko
- 1994–1998 – Petro Sardaczuk
- 1999–2002 – Dmytro Pawłyczko
- 2002–2003 – Ołeksandr Nikonenko
- 2003–2005 – Igor Charczenko
- 2005–2010 – Ołeksandr Mocyk
- 2010–2014 – Markijan Malski
- 2014 – Władysław Kaniewski, chargé d’affaires
- 2014–2022 – Andrij Deszczycia[11]
- 2022–2024 - Wasyl Zwarycz
- od 2024 - Wasyl Bodnar